# 모나크도마뱀붙이
모나크도마뱀붙이(Gekko monarchus)는 스팟티드 하우스 게코(spotted house gecko)라고도 불리며, 보르네오, 필리핀 군도, 수마트라섬, 자와섬, 뉴기니섬 등의 인도네시아 지역, 태국 남부, 싱가포르 등의 말레이 반도, 말레이시아의 작은 섬들에 서식하는 도마뱀붙이류의 일종이다.

## 특징
- 이 도마뱀붙이류는 전형적인 참도마뱀붙이류의 체형을 지니고 있다 - 몸뚱이는 납작하며 피부는 거칠고 등에는 작은 혹들이 나있다.
- 꼬리는 대부분의 도마뱀붙이류처럼 끊어지면 재생한다. 재생된 꼬리는 이전의 꼬리와는 다른 질감, 조금 다른 색깔을 띈다.
- 수컷은 암컷에게 구애할 때 작게 "틱 틱 틱"하고 소리친다. 암수가 짖거나 깩깩댈 수 있다. 위협받거나 불편할 때는 꼬리를 빠르게 꿈틀이고 숨을 크게 들이쉬어, 뱀이 쉿쉿대는 것과 비슷한 소리를 낸다.
- 뒤통수에 W자 무늬가 있으며, 이는 이 종만의 고유한 특징이다.
- 모나크도마뱀붙이는 오로지 곤충만을 먹으며, 바퀴벌레, 귀뚜라미, 파리, 거미, 심지어 말벌 등의 다양한 종류의 곤충을 먹는다.